# Nicorești, Bacău
Nicorești (în maghiară Szitás) este un sat în comuna Pârgărești din județul Bacău, Moldova, România.